# Sepia (Acanthosepion)
Pour les articles homonymes, voir Sepia.
Sous-genre
Sepia (Acanthosepion) est un sous-genre de seiches.

## Liste des espèces
- Sepia aculeata (Van Hasselt, 1835 in Férussac et D'Orbigny, 1834-1848)
- Sepia brevimana (Steenstrup, 1875) - seiche petites mains
- Sepia esculenta (Hoyle, 1885)
- Sepia lycidas (Gray, 1849)
- Sepia prashadi (Winckworth, 1936)
- Sepia recurvirostra (Steenstrup, 1875) - seiche hameçon
- Sepia savignyi (Blainville, 1827)
- Sepia smithi (Hoyle, 1885)
- Sepia stellifera (Homenko et Khromov, 1984)
- Sepia thurstoni (Adam et Rees, 1966)
- Sepia zanzibarica (Pfeffer, 1884)